# Batalha de Mogadíscio (2008)
Batalha de Mogadíscio de 2008 começou quando soldados etíopes começaram a entrar em partes da cidade mantidas por insurgentes, o que provocou pesados combates nas ruas. Entre 126 e 142 pessoas morreram nos combates.

## Cronologia
Em 19 de abril, militantes emboscaram um grupo de soldados etíopes, que entraram a pé em uma área de Mogadíscio, desencadeando pesados confrontos. A intensa batalha se espalhou por três distritos no bairro norte da capital Mogadíscio, com tropas etíopes se expandindo para os redutos insurgentes. Abdi Rahim Isa Adow, porta-voz dos insurgentes islamistas, confirmou que sete militantes foram mortos, mas disse que "um grande número de soldados etíopes" também foram mortos.
Em 20 de abril, insurgentes islamistas emboscaram um veículo de segurança no bairro de Madina, na capital, matando dois soldados e um lojista que foi pego no fogo cruzado.  Mais tarde, cinco soldados somalis e três insurgentes, além de vários civis foram mortos. Dois soldados etíopes foram confirmados entre os mortos. 
Em 21 de abril, a capital somali estava em grande parte tranquila no momento em que residentes se aventuraram pelas ruas para recolher os corpos dos mortos ou fugir da cidade. 

### Massacre da Mesquita de Hidaya
Segundo várias testemunhas, soldados etíopes invadiram uma mesquita e mataram vários ocupantes. Mais tarde, onze corpos foram encontrados, alguns com a garganta cortada e outros mortos a tiros. Nove pessoas eram congregantes regulares na mesquita e supostamente faziam parte da ala Tabliiq do Islã sunita. 
Uma autoridade do Tabliiq, Shiekh Abdi-kheyr Isse, afirmou que os etíopes "massacraram" os clérigos. "A primeira pessoa que eles [os soldados etíopes] mataram foi o Sheikh Said Yahya, o Imam", disse uma testemunha, acrescentando que o Imam falecido abriu a porta da mesquita depois que os soldados bateram.

## Vítimas
98 civis morreram nos combates. A maioria das vítimas foi causada por etíopes usando artilharia pesada e  projéteis de tanques em áreas residenciais da capital devastada pela guerra, de acordo com o Elman Human Rights Group. 
Um porta-voz da União dos Tribunais Islâmicos, Sheikh Ibrahim Suley, declarou a Reuters que o número real de mortes devido à violência foi muito maior. "Os etíopes mataram cerca de 200 pessoas e sequestraram 160 outras, incluindo 41 estudantes corânicos". 